# Inspector Gadget (filme)
Inspector Gadget (br: Inspetor Bugiganga / pt: Inspector Gadget) é uma produção cinematográfica estadunidense, do gênero comédia, lançado em 1999, pelos estúdios Walt Disney Pictures, baseado no desenho dos criadores Bruno Bianchi, Jean Chalopin e Andy Heyward.

## Sinopse
Durante uma tentativa de resgate totalmente atrapalhada, John Brown, um segurança ingênuo e despreparado, é dividido em mil pedaços pelo terrível e nefasto Dr. Claw. Para não perder a grande oportunidade de mostrar sua capacidade como cientista de robótica, a brilhante Dra. Brenda entra em ação. Juntando todos os pedaços de John, ela cria o inspetor Bugiganga.

## Elenco
- Matthew Broderick — Oficial John Brown / Inspetor Gadget/Bugiganga; Robot-Gadget
- Rupert Everett — Dr. Sanford Scolex / Dr. Garra
- Joely Fisher — Dr. Brenda Bradford / RoboBrenda
- D. L. Hughley — Gadgetmóvel-ou Gadgetmobile (voz)
- Michelle Trachtenberg — Penny Brown
- Cheri Oteri — Prefeita Wilson
- Dabney Coleman — Chefe Quimby
- Andy Dick — Kramer
- Michael G. Hagerty — Sikes
- Rene Auberjonois — Dr. Artemus Bradford

## Recepção
O filme arrecadou $ 134.400.000 dólares ao redor do mundo, e, nos Estados Unidos, sua estréia foi de um orçamento de US $ 75 milhões que fazem dela um sucesso de bilheteria.
No Reino Unido, o filme arrecadou pouco mais de £ 7.000.000, com uma carta do escritório de top 10 caixa de corrida de 2-2-2-3-6-8-8-8. O filme recebeu diversas críticas negativas nos jornais.
Muitos fãs da série animada sentiram o filme era em si muito mais escuro que a série original, que sempre foi alegre, em tons infanto-juvenis. Alguns exemplos são do Sr.Scolex,o Garra, cometer assassinato e mais tarde electrocutar um de seus asseclas, com um capacete eletrônico (embora este último teve mais de um efeito cômico).

## Inspetor Bugiganga 2
O primeiro filme gerou uma sequência para introduzir mais um personagem, IG-2(Elaine Hendrix). A personagem, IG-2, uma fêmea robô Bugiganga, é introduzida.Bugiganga tem um amor platônico por sua cópia robótica evoluída.Bugiganga mais uma vez torna-se desajeitado,ignorante,com defeitos de comandos em suas ciberbugigangas e a face do Dr.Garra nunca é vista. Além disso, Brenda Bradford está ausente, e todos os personagens são interpretados por atores diferentes, como o francês French Stewart no papel do Inspetor Bugiganga e Tony Martin no papel do Dr. Garra.
DiC Entertainment lançou um filme de animação,de um processo chamado:"O Passado do Inspetor Bugiganga", em 2002. Alguns elementos foram mantidos a partir dos filmes, como o amargo Chefe Quimby Gadgetmobile, mas o Garra continua a ser "invisível" em sua forma original, ao invés disso ele usa um disfarce para se tornar mais ativo no filme, e mostra que desacreditando Bugiganga como aplicador da lei superior. Maurice LaMarche dubla a voz do Inspetor Bugiganga nos Estados Unidos. O estilo de animação seria adaptado para Bugiganga e os Bugiganguinhas, onde grandes mudanças novamente balançaram a franquia de Inspetor Bugiganga.

## O Gadgetmóvel
O Gadgetmóvel é projetado por Brenda Bradford, num Lincoln Continental conversível 1965. Entre outras coisas, ele pode camuflar-se, tem um sistema de radar para rastrear a localização dos dispositivos (e outras pessoas também), pode estender seus pneus para cima, e tem um motor poderoso. Ele também tem uma personalidade,pois fala. O Gadgetmóvel abertamente viola a lei constantemente (é um fã de backturns particular), mas alega que não há problema: "Os limites de velocidade são para carros, e não ao Gadgetmóvel". Nos Estados Unidos ele é dublado pelo comediante D.L. Hughley, e no Brasil recebeu a voz do dublador oficial de Eddie Murphy ,o Mário Jorge de Andrade,que também dublou o Burro da franquia Shrek.

## Na Televisão
- Em  Portugal no Disney Cinemagic.